# Albero della Vita (Maestro dell'Albero della vita)
L'Albero della Vita è un affresco che si trova nella basilica di Santa Maria Maggiore a Bergamo ed è opera di un maestro ignoto, a cui viene dato il nome di Maestro dell'Albero della Vita. Il dipinto occupa l'intera parete del transetto a sud della chiesa.

## Storia
L'affresco fu probabilmente commissionato nel 1342 e ultimato entro il 1347. L'autore è sconosciuto, ma viene chiamato Maestro dell'Albero della vita. L'opera si salvò dall'essere completamente ricoperta dalla grande tela del Diluvio universale di Pietro Liberi nel 1661, grazie a Pellegrino Tibaldi che la giudicò come esempio di "antichità e beleza": 
(Pellegrino Tibaldi)
Il lavoro risulta essere elencato nei libri contabili della basilica mariana nel 1364.
Prende ispirazione dal brano Lignum Vitae scritto da Bonaventura da Bagnoregio da cui presero suggerimento numerosi pittori e poeti.
Il testo è una prosa intercalata da un canto, una litania di epiteti che richiamano gli eventi della vita di Cristo. Questa opera, considerata autentico lavoro del francescano, ispirò anche Ubertino da Casale, nel suo Arbor vitae Crucifuxae Jesy del 1305.
Sembra che il francescano avesse fatto uno schizzo dell'albero della vita, da lui immaginato con quel canto, di fianco allo scritto, e questo fu la traccia per i pittori, che non sempre seguirono le esatte indicazioni dell'inno, ma ne trassero una visibile ispirazione come l'affresco di Giuseppe Arcimboldo e Giuseppe Meda per il duomo di Monza..

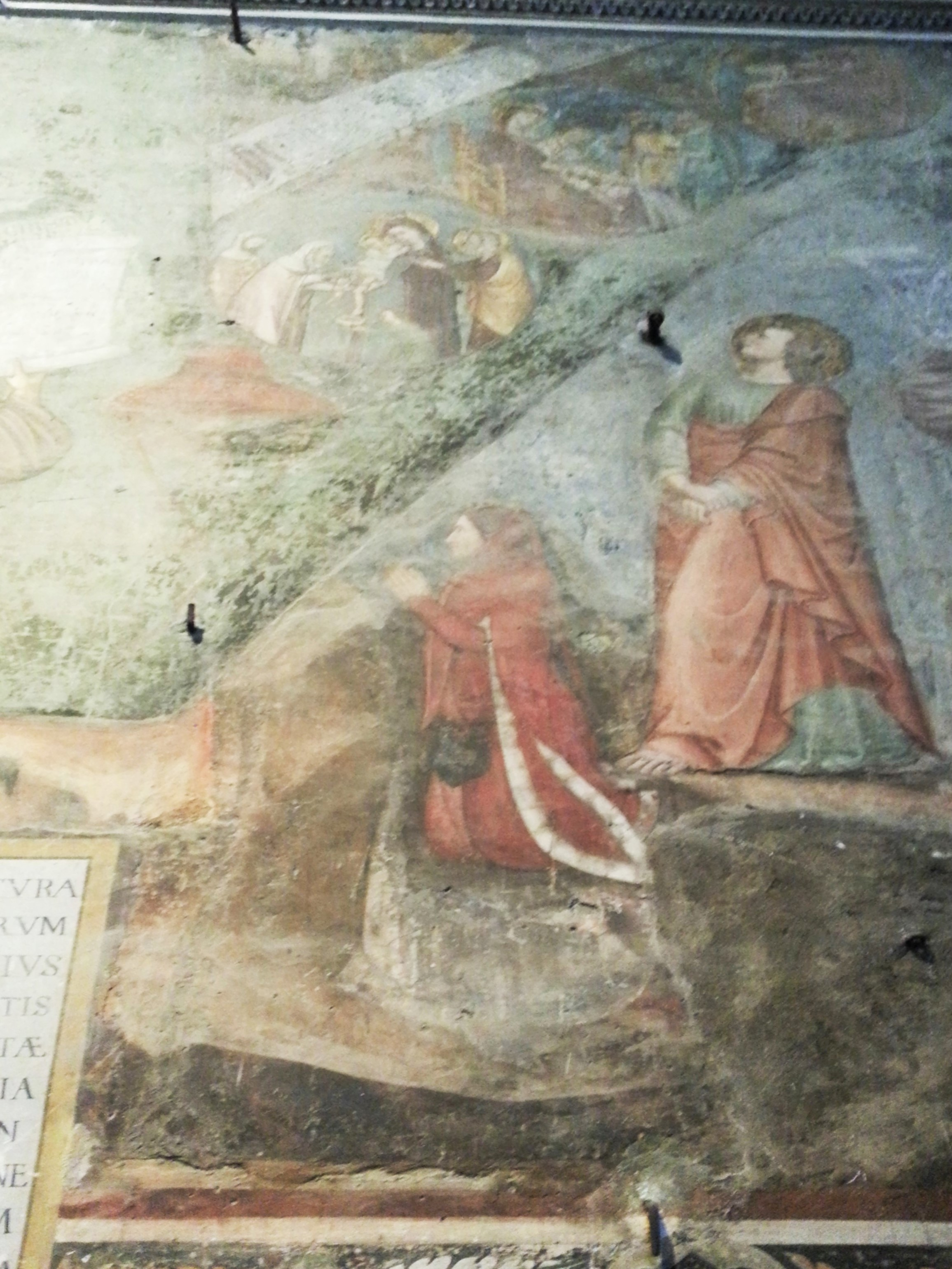
Guidino de' Suardi, committente dell'affresco Albero della vita.

Nel 1342 a Bergamo vi erano famiglie nobili importanti, tra queste quella dei Suardi, tanto influente da poter disporre di un'intera parete di quella che era considerata la chiesa più prestigiosa della città. Guidino de' Suardi era sicuramente uomo di potere ma anche di grande religione, e fu lui a commissionare l'affresco dell'Albero della vita e volle che seguisse esattamente la lode del frate francescano Bonaventura che probabilmente aveva letto. Il committente si fece anche ritrarre, in posizione genuflessa nella parte inferiore del dipinto di fronte a san Francesco, ma in proporzione più minuta, in segno di rispetto. Il cartiglio riporta la scritta Dominus Guidius de Suardis per volere del committente, dichiarazione che l'opera era compiuta a intera sua spesa.

Nel 1661 venne collocata nella parte superiore, coprendolo per la sua metà, la tela del Diluvio universale opera di Pietro Liberi, racchiusa in una grande cornice in stucco.
Documentato un restauro risalente al 1875, mentre la loro documentazione risulta nei documenti della Fondazione MIA dalla metà del XIV secolo, vi è infatti un pagamento alla data del 20 luglio 1364 di una lira e otto soldi “per riattare il rosone sopra l'albero della Vita”, indicando la sua presenza, confermata nei documenti del 13 e 27 aprile 1381 che indicano la volontà di trasformare in finestra la parte superiore del transetto. Del luglio 1388 è il pagamento di un lavoro di pulitura "spazavit" dell'affresco.

## Descrizione

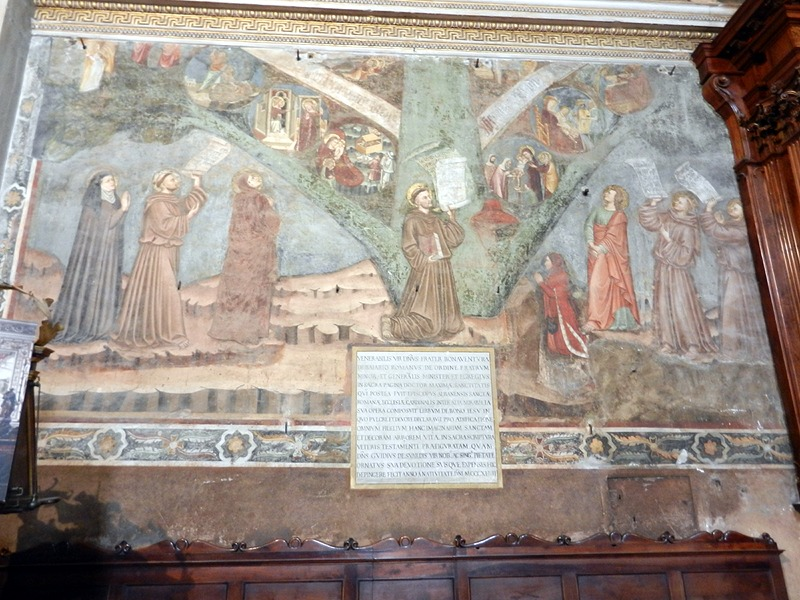
Affresco Albero della vita, parte inferiore

L'affresco è di grandi proporzioni, e quando venne realizzato, cambiò l'aspetto dell'interno della basilica: infatti i fedeli che entravano dal transetto nord, si trovavano di fronte il dipinto. Doveva essere una catechesi illustrata, esattamente come il sonetto del francescano, per meglio ricordare ai fedeli la vita di Cristo, e doveva avere un'azione parlante, doveva essere di supporto alle predicazioni verso i fedeli che in quel tempo difficilmente sapevano leggere.

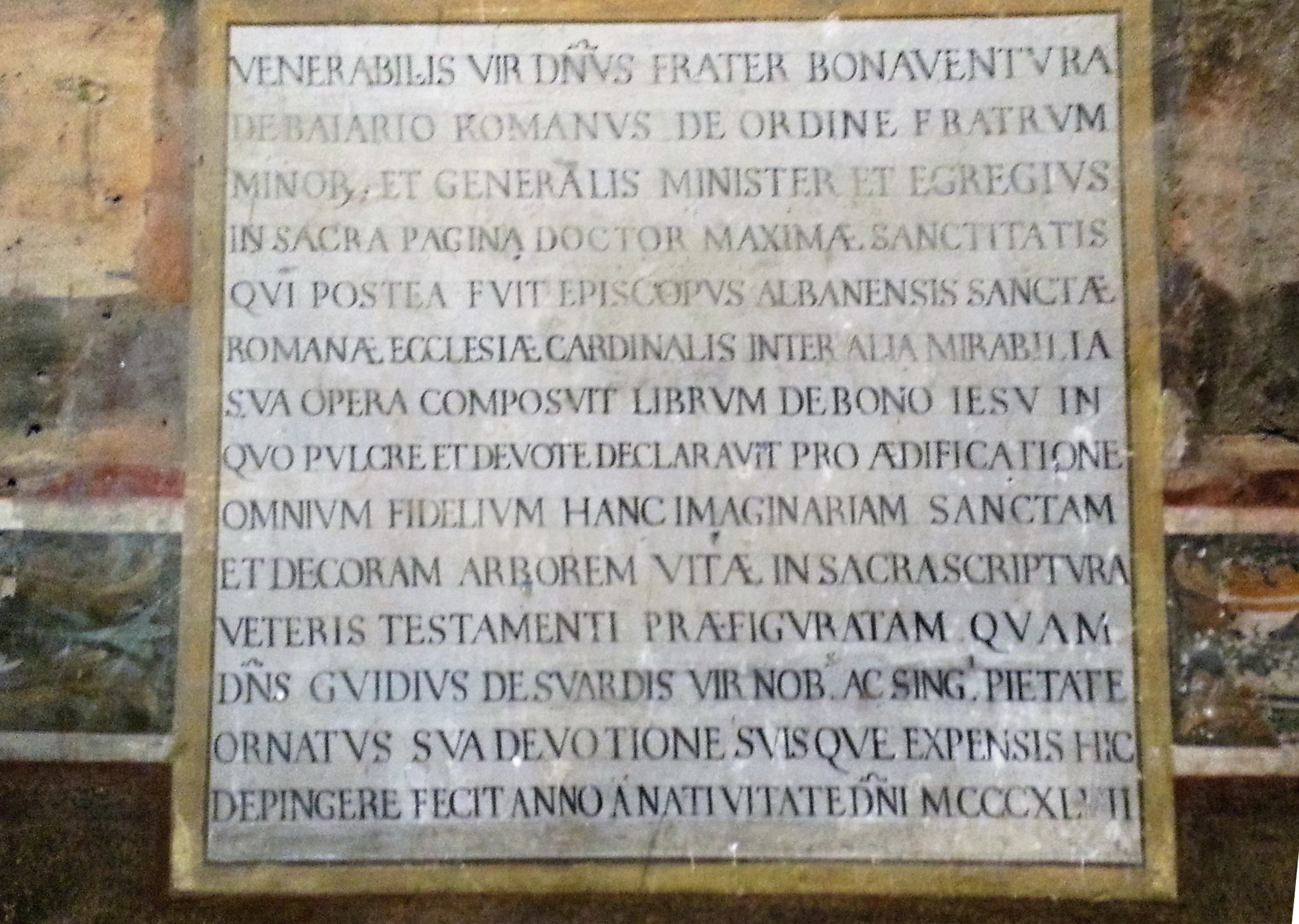
Albero della Vita

L'immagine di Cristo crocifisso è posta al centro dell'albero da dove partono dodici rami, sei per lato. Da ogni ramo pende un medaglione, come un frutto dell'albero, dove è raffigurata una scena della vita di Cristo, e sopra un cartiglio che riporta un sonetto tratto dal testo del Bonaventura. Nei primi quattro rami posti sulla parte bassa, è rappresentata la Nascita ed Infanzia di Gesù, in quelli centrali la Passione, mentre in quelli superiori la sua Glorificazione
. 
Nella parte inferiore dell'affresco, a sinistra, sono santa Chiara, san Francesco con un cartiglio dove è scritto in lettere maiuscole "EGO STIGMATA DOMINI IESU IN CORPORE MEO PORTO", e la Madonna. Alla base della Croce san Bonaventura, riconoscibile per la presenza, in mano, della mitra, suo attributo agiografico, anche lui con un cartiglio.  A destra dell'Albero si susseguono, da sinistra, san Giovanni, san Ludovico di Tolosa e san Antonio di Padova, anche loro con un cartiglio dove è scritto VESTIGIA "EIUS SECUTUS EST PES MEUS".
Ad un livello inferiore, a destra della Croce,  il committente Guidino Suardi genuflesso, la cui figura venne inserita a secco su di uno strato di intonaco successivo probabilmente di qualche anno.
Sotto la figura di san Bonaventura vi è una grande iscrizione rimaneggiata e forse in parte variata nel XVI secolo.
La cornice in stucco della tela del Liberi posta nel 1661, non permette di vedere l'opera al completo neppure quando è stata rimossa la grande tela per il restauro, ma alla sua origine, l'immagine che si presentava di fronte al visitatore entrando nella basilica aveva sicuramente un grande effetto. Dei 48 medaglioni iniziali, ne sono ora visibili solo una trentina.
L'affresco presenta due tratti stilistici differenti: nella parte inferiore i santi e i devoti sono raffigurati in una forma plastica, quasi scultorea, mentre nei medaglioni vi è una raffigurazione più vivace e narrativa, con immagini movimentate, maggiore espressività delle figure e una maggiore cura dei particolari. I medaglioni della Natività e della Circoncisione raccontano di un ambiente umano, familiare, dove è ricca la cura dei gesti, degli sguardi che creano il dialogo tra i personaggi. Questo sembra indicare che l'opera è stata eseguita in due tempi differenti, la parte superiore nel 1342, mentre la parte inferiore, con l'epigrafe, nel 1347. Accanto vi è l'ingresso all'abside che conserva affreschi trecenteschi e dove, sul matroneo superiore è visitabile il museo della basilica.

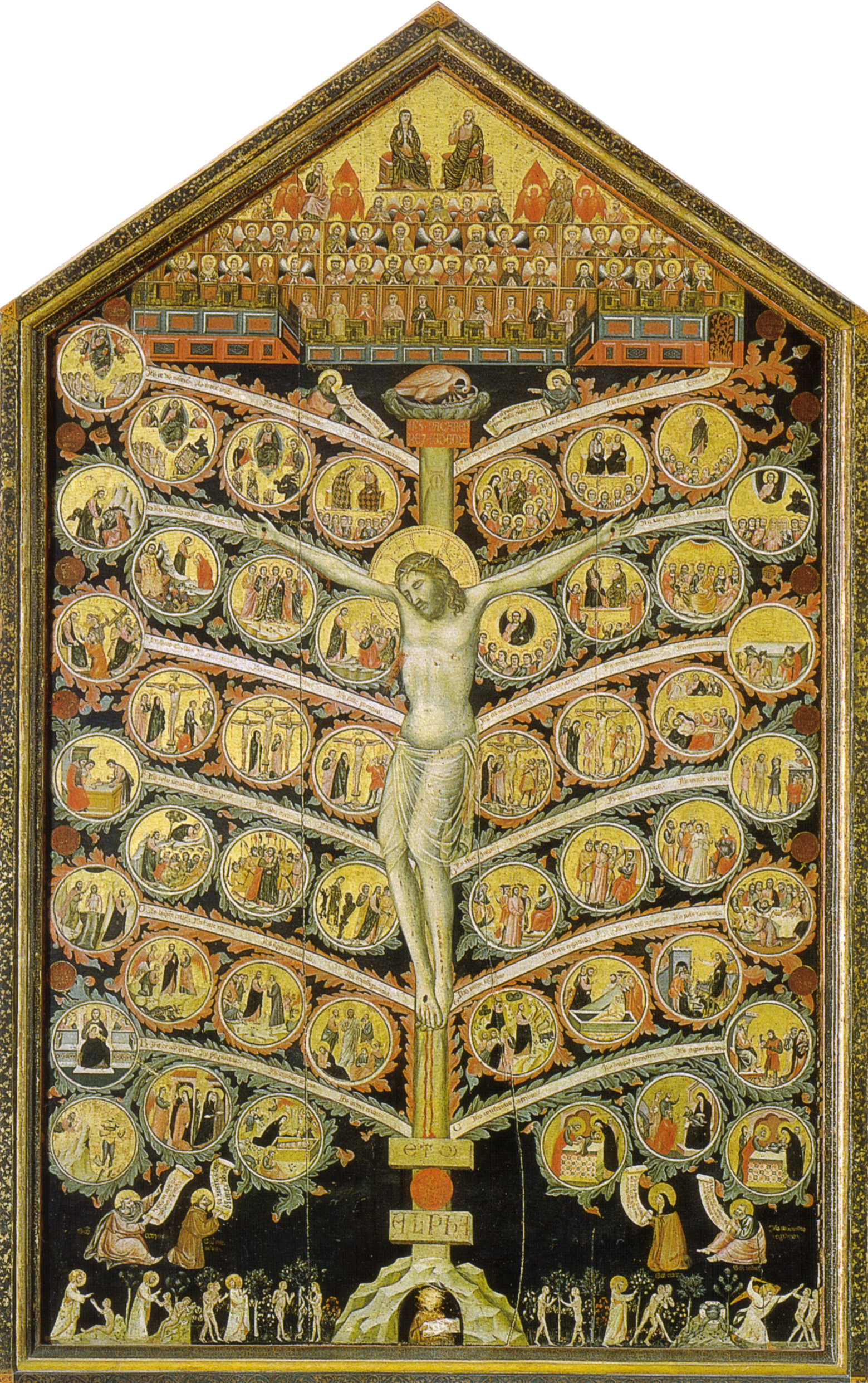
Pacino di Buonaguida, Albero della Vita

Le storie molto lavorate e precise nella loro narrazione raffigurate nei tondi illustrano:
- 1) Dio Padre che ordina l'annuncio a Maria, di cui rimangono poche parti in quanto coperto dalla cornice in stucco del XVIII secolo;
- 2) Sacrificio di Isacco
- 3) Annunciazione. La Vergine in piedi riceve l'angelo annunciante sulla soglia della sua dimora;
- 4) Natività di Gesù. La Vergine è rappresentata seduta a terra con il Bambino tra le braccia, mentre san Giuseppe è posto al suo fianco, la scena si completa con angeli annuncianti la nascita a due pastori;
- 5) Circoncisione. Il dipinto rappresenta l'atto della circoncisione compiuto dal sacerdote del tempio, mentre il Bambino si aggrappa alla Madre. Un giovane raccoglie il sangue in una ciotola;
- 6) Adorazione dei Magi. La Vergine accoglie i re e i loro doni, mentre il più anziano bacia i piedi al Bambino;
- 7) Presentazione al tempio. La Madonna porge a Simeone il Bambino;
- 8) 18)Fuga in Egitto e gli altri 10 tondi sono coperti dalla cornice in stucco
- 19) Cattura di Gesù rimane di questo solo il bacio di Giuda con l'abbraccio a Gesù;
- 20) 21) coperti
- 22) Derisione e spogliazione di Cristo. Gesù è raffigurato bendato in un locale interno;
- 23) Cristo condotto a Pilato. Mentre Gesù è accompagnato dai soldati vi sono presenti Maria con le pie donne;
- 24) Gesù davanti a Erode, seduto su di un trono Erode interroga Gesù;
- 25)  26)  non visibili
- 27) Cristo tra i due ladroni
- 28) Cristo è dissetato da Stephaton ai piedi della croce Maria e san Giovanni;
- 29) Cristo muore sulla croce vi è raffigurata la Maddalena, la Madonna e un gruppo di soldati che si avvicina alla croce;
- 30) Cristo trafitto da Longino
- 31)  Deposizione dalla Croce. Il corpo del martire è sorretto da Giuseppe di Arimatea che lo porge alla Madonna e alla Maddalena;
- 32) Compianto sul Cristo. La Madonna, san Giovanni e le pie donne accolgono il corpo esangue di Cristo;
- 33) Discesa al Limbo. Nascosto dalla cornice;
- 34) Resurrezione di Cristo. Nascosto dalla cornice;
- 35) Incredulità di San Tommaso. Cristo è raffigurato nell'atto di mostrare la piaga del costato a san Tommaso;
- 36) Cristo appare ai discepoli in Galilea.  Gesù a figura intera benedice i discepoli genuflessi davanti a Lui;
- 37) Cristo manda gli apostoli a predicare di difficile visione;
- 38) Ascensione. Cristo sale al cielo davanti alla Madre e ai suoi apostoli;
- 39) Discesa dello Spirito Santo;
- 40) Remissione dei peccati. Il tondo raffigura un papa seduto sul trono e altri prelati a mani giunte;
- 41) 42) Giudizio universale. Coperto dalla cornice in stucco;
- 43) Giudizio universale. Cristo in trono circondato da quattro personaggi che escono dalle tombe;
- 44) Glorificazione della Vergine. La Madonna è raffigurata posta seduta a destra di Cristo sul trono;
- 45) Cristo in trono alla destra del Padre. I discepoli e la Vergine sono posti in primo piano;
- 46) Cristo in trono circondato da santi e dai discepoli;
- 47) 48) coperti dalla cornice in stucco.

I tondi presenti nella parte superiori si presentano più elaborati, indicando una realizzazione più tarda rispetto alla parte inferiore, sicuramente eseguita dal medesimo artista, si ritiene quindi che la datazione del 1342 riguarda la parte inferiore con la prima versione, poi rivista successivamente confermando non tanto lo stile giottesco ma quello lombardo del Trecento, di cui è indicato il precursore nel Maestro di Sant'Abbondio a Como. Del medesimo tempo si segnala la presenza del Maestro del 1336 con gli affreschi sempre nella chiesa mariana. La definizione dei tondi mancanti è ricostruita in base al soggetto identico di Pacino di Buonaguida conservato a Firenze nella Galleria dell'Accademia.

## Il Maestro dell'Albero della Vita

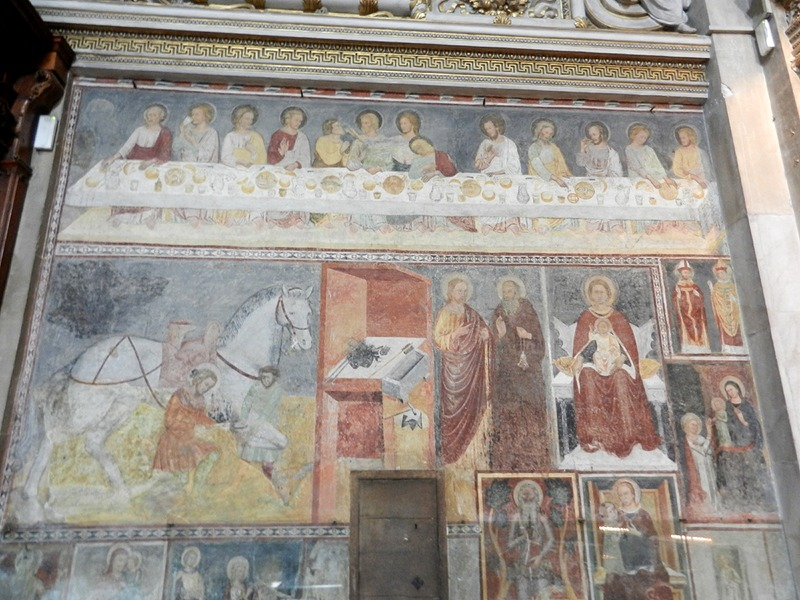
Affresco Ultima cena e Sant'Egidio che ferra il cavallo nella basilica di Santa Maria Maggiore a Bergamo. I dipinti vengono attribuiti al Maestro dell'Albero della Vita.

L'artista che realizzò l'Albero della Vita, rimasto ignoto e chiamato convenzionalmente Maestro dell'Albero della Vita appare un buon conoscitore dell'arte lombarda, ma anche emiliana. Fin dai primi del Novecento si sono compiuti studi e ricerche per catalogare gli affreschi e gli autori attivi nel Trecento nell'area bergamasca, spesso danneggiati, ricoperti, o distrutti, come quelli che erano presenti nella chiesa di Santo Stefano distrutta per la costruzione delle mura, o come quelli compromessi durante l'occupazione francese di Sant'Agostino. Da queste ricerche risultano eseguite dal Maestro dell'Albero della Vita anche altre opere in territorio bergamasco.
Gli si attribuiscono: l'affresco strappato del Giudizio Universale nel monastero Matris Domini; la Madonna in trono con il Bambino nella chiesa di San Nicolò ai Celestini; gli affreschi con il Martirio di san Pietro da Verona, l'Annunciazione, le Nozze mistiche di santa Caterina d'Alessandria e santo vescovo della chiesa di Santa Maria Assunta di Torre Boldone; 
Il grande Albero della vita, e le scene con l'Ultima cena, Sant'Egidio che ferra il cavallo, nella basilica di Santa Maria Maggiore, sono affreschi riferibili allo stesso, che raffigurano le due scene con dovizia di particolari realistici. L'Ultima cena presenta un interesse per la psicologia dei personaggi, individuando il pensiero e il turbamento di ogni commensale, nel momento stesso in cui Cristo rivela il tradimento. La tavola imbandita su una bianca tovaglia, porta la simbologia eucaristica con il pane, le ciliegie, le brocche d'acqua e di vino e il pesce, che rivela anche interessi naturalistici. La raffigurazione di sant'Eligio presenta una precisione e naturalezza dell'atto di ferrare, ma anche dell'ambiente lavorativo mostrandocelo nella sua quotidianità.
Al maestro sono attribuiti anche l'affresco della Trinità visibile nella chiesa di Sant'Agostino e il particolare dell'affresco della Crocifissione con san Gerolamo, dolenti, Maddalena e santa solo parzialmente visibile nel convento di San Francesco, nonché quello simile per la chiesetta della Santissima Trinità di Fiobbio frazione di Albino.
La presenza dell'artista e di altri come Pecino da Nova che eseguì l'affresco della Madonna col Bambino per la medesima basilica ed esposto nel museo dell'affresco, il Maestro di San Nicolò ai Celestini e delle Storie della Maddalena, sono tra i migliori artisti trecenteschi presenti in Bergamo, maestranze che arrivarono nella città, grazie ai Visconti, malgrado la loro negativa dominazione, durata dal 1331 al 1428.